# Padmâvatî
Padmâvatî is een opera in twee bedrijven van de Franse componist Albert Roussel. Het libretto is van Louis Laloy en is gebaseerd op  La légende de Padmanî, reine de Tchitor (Frans voor De legende van Padmanî, koningin van Tsjitor) van Theodore-Marie Pavie, wat een hervertelling is van het gedicht  Padmavat  van Malik Mohammed Jayasi uit 1540. Roussel schreef de opera tussen  1913 en 1918. De première vond plaats in de Opéra van Parijs op 1 juni 1923 onder leiding van dirigent Philippe Gaubert. Roussel heeft het werk als opéra-ballet geschreven met vele balletdelen en mogelijkheden voor spektakel. De componist liet zich inspireren door zijn bezoek aan de verwoeste stad van Chittor in Rajputana (nu Rajasthan). Hij verwerkte elementen van Hindoestaanse muziek in zijn muziek.

## Rollen
| Rol                                            | Stemtype             | Premièrebezetting 1 juni 1923 |
| ---------------------------------------------- | -------------------- | ----------------------------- |
| Padmâvatî, Koningin van Chittor                | alt                  | Ketty Lapeyrette              |
| Ratan-Sen, haar echtgenoot, Koning van Chittor | tenor                | Paul Franz                    |
| Alaouddin, Sultan van de Mongolen              | bariton              | Édouard Roux                  |
| Nakamti, een jonge vrouw uit Tchitor           | mezzo-sopraan        | Jeanne Laval                  |
| Brahmaan                                       | tenor                | Henri Fabert                  |
| Badal, vijand van Ratan-Sen                    | tenor                | Mario Podestà                 |
| Gora, bediende van het paleis                  | tenor                | Dalerant                      |
| Priester                                       | bas                  | Armand-Émile Narçon           |
| Wachter                                        | tenor                |                               |
| Eerste en tweede paleisvrouwen                 | mezzo-sopraan en alt |                               |
| Krijger                                        | bariton              |                               |
| Koopman                                        | tenor                |                               |
| Ambachtsman                                    | bariton              |                               |
| 3 volksvrouwen                                 | 3 sopranen           |                               |

## Synopsis
Plaats: Chittor, India

Tijd: rond 1300

### Eerste akte
De Mongoolse sultan Alaouddin (Arabisch voor "verheffing van het geloof") belegert de stad Chittor. Hij komt bij Ratan-Sen, de heerser van de stad voor verdesonderhandelingen. Ratan-Sen leidt hem rond door de stad. De Mongoolse leger arriveert in een groots koor. De krijgers van Ratan-Sen dansen voor de sultan. Daarna dansen de vrouwelijke slaven. Alaouddin vraagt om een glimp van Ratan-Sens echtgenote Padmâvatî (Sanskriet voor "Voorzien van Lotus") te mogen zien, wier schoonheid legendarisch is. Ratan-Sen gaat aarzelend akkoord. Alaouddin weigert vervolgens om vrede te sluiten, tenzij hij Padmâvatî krijgt.

### Tweede akte
De Mongolen vallen de stad aan. Padmâvatî vraagt aan de priesters van de tempel van Shiva hoe de oorlog zal aflopen. Dan arriveert de gewond geraakte Ratan-Sen onder het bloed. Padmâvatî vertelt hem voordat hij sterft dat zij zich aan Allaoudin zal geven om de stad te redden. Padmâvatî steekt haar man dood, belovend hem te volgen in de dood. De priesters maken een brandstapel, waaromheen de godinnen Kali en Durga dansen. Padmâvatî vergezelt hem op de brandstapel juist op het moment dat Alaouddin arriveert.

## Orkestsuites
- Suite nr.1 (1e akte)
  - I. Prélude
  - II. Danse guerrière
  - III. Danse des femmes esclaves
- Suite nr. 2 (2e akte)
  - I. Prélude 
  - II. Danse et Pantomime

## Orkestbezetting
- 3 fluiten (waarvan 2 ook piccolo), 1 altfluit, 3 hobo's, 1 althobo, 1 es-klarinet, 2 klarinetten, 1 basklarinet, 3 fagotten, 1 contrafagot;
- 4 hoorns in F, 4 trompetten in C, 3 trombones, 1 tuba;
- 3 pauken, triangel, kleine trom, tamboerijn, bekkens, grote trom, tamtam;
- celesta, 2 harpen;
- strijkers

## Discografie
- Padmâvatî, Marilyn Horne, Nicolai Gedda, Jane Berbié, José van Dam, Marc Vento, Orchestre national du Capitole de Toulouse, onder leiding van Michel Plasson,  Toulouse, 1982 en 1983 (EMI);
- Padmâvatî, Rita Gorr (Padmâvatî), Albert Lance (Ratan-Sen), Gérard Souzay (Alaouddin). London Symphony Orchestra en BBC-Chorus, onder leiding van Jean Martinon, Londen, 1969 (Gala)
- Orkestsuites uit le Festin de l'araignée en Padmávatî suites nr. 1 en 2, Royal Scottish National Orchestra onder leiding van Stéphane Denève, Naxos